# Wormkruidhaantje
Het wormkruidhaantje (Galeruca tanaceti) is een keversoort uit de familie bladkevers (Chrysomelidae) en behoort tot het geslacht Galeruca. De wetenschappelijke naam van de soort werd in 1758 gepubliceerd door Linnaeus.